# Porella cucullistipula
Porella cucullistipula là một loài rêu trong họ Porellaceae. Loài này được Stephani mô tả khoa học đầu tiên năm 1893.